# Trae Young
Rayford Trae Young (Lubbock, 1998. szeptember 19. –) amerikai kosárlabdázó, aki jelenleg az Atlanta Hawks játékosa a National Basketball Associationben (NBA). Egyetemen az Oklahoma Sooners csapatában játszott. 2017-ben beállította az NCAA Divison I rekordot a legtöbb gólpasszért egy mérkőzésen, amely 22. Az egyetlen játékos lett, akinek ugyanabban a szezonban a legtöbb gólpassza és a legtöbb pontja volt az NCAA-ben. A 2018-as NBA-drafton a Dallas Mavericks az ötödik helyen választotta, majd az Atlanta Hawksba küldte Luka Dončićért cserébe. Őt és Dončićot is beválasztották a 2019-es NBA Első újonc csapatba.

## NBA karrierje

### Atlanta Hawks (2018–napjainkig)
2018. június 21-én a Dallas Mavericks választotta Young-ot az ötödik helyen a 2018-as NBA-drafton, de Luka Dončić-ért cserébe az Atlanta Hawksba küldték, 10 nappal később írta alá szerződését. Október 21-én, harmadik mérkőzésén 35 pontot és 11 gólpasszt szerzett a Cleveland Cavaliers ellen. November 19-én szerezte legtöbb gólpasszát a szezonban, 17 gólpasszal. Március 1-én megdöntötte akkori legtöbb pontját, amelyet a szezonban szerzett, mikor 49 pontot és 16 gólpasszt szerzett a Chicago Bulls ellen vesztes mérkőzésen (168–161).
2019. november 29-én 49 pontot szerzett az Indiana Pacers ellen (ebből 21 a negyedik negyedben). 2020 januárjában beválasztották az All Star csapatba. A Washington Wizards ellen, január 26-án Kobe Bryant emlékére a 8-as mezszámot viselte a mérkőzés első nyolc másodpercében. Aznap végül 45 pontot és 14 gólpasszt szerzett. Február 9-én 48 pontot és 13 gólpasszt szerzett 47 perc alatt. Február 20-án megszerezte addigi legtöbb pontját egy meccsen, mikor 50 pontja volt a Miami Heat ellen.
2020. december 23-án a szezon mérkőzésén 37 pontot, 7 gólpasszt és 6 lepattanót szerzett a Chicago Bulls ellen. 2021. május 23-án első rájátszás mérkőzésén 32 pontot, 7 lepattanót és 10 gólpasszt szerzett, a New York Knicks elleni győzelem során. Ezzel LeBron James, Chris Paul és Derrick Rose után az első játékos, aki az első meccsén a rájátszásban legalább 30 pontot és 10 gólpasszt szerzett. 2015 óta ebben a szezonban jutott el először az Atlanta Hawks a keleti főcsoportdöntőig.

## Statisztikák
A Basketball Reference adatai alapján.

### Egyetem
| Év      | Csapat   | JM | KM | JP/M | MG%  | 3P%  | BD%  | LP/M | GP/M | L/M | B/M | P/M   |
| ------- | -------- | -- | -- | ---- | ---- | ---- | ---- | ---- | ---- | --- | --- | ----- |
| 2017–18 | Oklahoma | 32 | 32 | 35,4 | .423 | .361 | .861 | 3,9  | 8,7* | 1,7 | 0,3 | 27,4* |

### NBA

#### Alapszakasz
| Év        | Csapat        | JM  | KM  | JP/M | MG%  | 3P%  | BD%  | LP/M | GP/M  | L/M | B/M | P/M  |
| --------- | ------------- | --- | --- | ---- | ---- | ---- | ---- | ---- | ----- | --- | --- | ---- |
| 2018–2019 | Atlanta Hawks | 81  | 81  | 30,9 | .418 | .324 | .829 | 3,7  | 8,1   | 0,9 | 0,2 | 19,1 |
| 2019–2020 | Atlanta Hawks | 60  | 60  | 35,3 | .437 | .361 | .860 | 4,3  | 9,3   | 1,1 | 0,1 | 29,6 |
| 2020–2021 | Atlanta Hawks | 63  | 63  | 33,7 | .438 | .343 | .886 | 3,9  | 9,4   | 0,8 | 0,2 | 25,3 |
| 2021–2022 | Atlanta Hawks | 76  | 76  | 34,9 | .460 | .382 | .904 | 3,7  | 9,7   | 0,9 | 0,1 | 28,4 |
| 2022–2023 | Atlanta Hawks | 73  | 73  | 34,8 | .429 | .335 | .886 | 3,0  | 10,2  | 1,1 | 0,1 | 26,2 |
| 2023–2024 | Atlanta Hawks | 54  | 54  | 36,0 | .430 | .383 | .855 | 2,8  | 10,8  | 1,3 | 0,2 | 25,7 |
| 2024–2025 | Atlanta Hawks | 76  | 76  | 36,0 | .411 | .340 | .875 | 3,1  | 11,6* | 1,2 | 0,2 | 24,2 |
| Karrier   | Karrier       | 483 | 483 | 34,4 | .433 | .352 | .873 | 3,7  | 9,8   | 1,0 | 0,2 | 25,3 |
| All Star  | All Star      | 4   | 2   | 15,1 | .382 | .273 | —    | 2,5  | 8,5   | 0,5 | 0,0 | 8,0  |

#### Play-in
| Év      | Csapat        | JM | KM | JP/M | MG%  | 3P%  | BD%  | LP/M | GP/M | L/M | B/M | P/M  |
| ------- | ------------- | -- | -- | ---- | ---- | ---- | ---- | ---- | ---- | --- | --- | ---- |
| 2022    | Atlanta Hawks | 2  | 2  | 37,0 | .429 | .278 | .882 | 3,0  | 10,0 | 0,5 | 1,0 | 31,0 |
| 2023    | Atlanta Hawks | 1  | 1  | 36,5 | .444 | .125 | .889 | 8,0  | 7,0  | 0,0 | 0,0 | 25,0 |
| 2024    | Atlanta Hawks | 1  | 1  | 42,7 | .333 | .375 | .846 | 2,0  | 10,0 | 0,0 | 0,0 | 22,0 |
| 2025    | Atlanta Hawks | 2  | 2  | 41,9 | .395 | .357 | .900 | 3,5  | 8,5  | 1,0 | 0,5 | 27,7 |
| Karrier | Karrier       | 6  | 6  | 39,7 | .410 | .292 | .881 | 3,8  | 9,0  | 0,5 | 0,5 | 27,7 |

#### Rájátszás
| Év      | Csapat        | JM | KM | JP/M | MG%  | 3P%  | BD%  | LP/M | GP/M | L/M | B/M | P/M  |
| ------- | ------------- | -- | -- | ---- | ---- | ---- | ---- | ---- | ---- | --- | --- | ---- |
| 2021    | Atlanta Hawks | 16 | 16 | 37,7 | .418 | .313 | .866 | 2,8  | 9,5  | 1,3 | 0,0 | 28,8 |
| 2022    | Atlanta Hawks | 5  | 5  | 37,3 | .319 | .184 | .788 | 5,0  | 6,0  | 0,6 | 0,0 | 15,4 |
| 2023    | Atlanta Hawks | 6  | 6  | 38,3 | .403 | .333 | .860 | 3,7  | 10,2 | 1,7 | 0,7 | 29,2 |
| Karrier | Karrier       | 27 | 27 | 37,8 | .402 | .297 | .852 | 3,4  | 9,0  | 1,2 | 0,1 | 26,4 |

## Magánélet
Youngnak három testvére van, mind fiatalabbak: Caitlyn, Camryn és Timothy. Apja, Rayford a Texas Tech csapatában játszott egyetemi éveiben. Young keresztény.
Donovan Mitchell-t követve Young is szerepelt a Young Hollywood dokumentumsorozatának, a Rookie on the Rise második évadjában. A sorozat követte Young-ot, ahogy megpróbált az Év újonca lenni az NBA-ben.